# Dryops similaris
Dryops similaris é uma espécie de insetos coleópteros polífagos pertencente à família Dryopidae.
A autoridade científica da espécie é Bollow, tendo sido descrita no ano de 1936.
Trata-se de uma espécie presente no território português.